# 23668 Eunbekim
23668 Eunbekim este un asteroid din centura principală de asteroizi.

## Descriere
23668 Eunbekim este un asteroid din centura principală de asteroizi. A fost descoperit pe 31 martie 1997 la Socorro, New Mexico, în cadrul proiectului LINEAR. Asteroidul prezintă o orbită caracterizată de o semiaxă mare de 2,46 ua, o excentricitate de 0,13 și o înclinație de 2,3° în raport cu ecliptica.